# 2004年10月14日日食
2004年10月14日日食是一次日偏食，發生於2004年10月14日（西半球為10月13日）。新月當天（即朔日），地球上觀測到月球和太阳的角距離極小，此時月球如果恰好在月球交點附近，穿過太阳和地球之間，與地球、太阳接近一直線，則會出現日食。由於月球偏北或偏南，本影及偽本影從地球以北或以南經過而未接觸地表，只有半影覆蓋了地球北端或南端部分區域，形成日偏食。此次日偏食月球偏北，出現在亚洲東北部、北美洲西部和北太平洋。

此次日偏食過程中月影在地表移動的動畫

## 日食概況

### 出現區域
本次日偏食可在俄罗斯東半部、蒙古東北部、中國東北地區、朝鲜半岛除西南端外的大部、日本除西南端外的大部、美国阿拉斯加州除東南部外的大部、加拿大西部邊境極小區域及夏威夷群島等北太平洋諸島看到。其中國際日期變更線以西的部分在10月14日看到日食，剩下的部分在10月13日看到日食。

### 基本參數
- 類型：日偏食
- 食分最大處（位於美国阿拉斯加州貝塞爾人口普查區東端）資料：
  - 時間：2004年10月14日2:59:18.1
  - 地點：61°12′N 153°42′W / 61.2°N 153.7°W[3]
  - 食分：0.9282（日食帶內最大）[4]

## 相關的日食

### 2004-2007年的日食
月球交替位於相對的月球交點時，以半個交點年（食年），即約177天又4小時間隔出現下列日食。
| 日食列表  |           |           |           |           |           |           |           |           |           |           |           |
| 1997-2000 | 2000-2003 | 2004-2007 | 2008-2011 | 2011-2014 | 2015-2018 | 2018-2021 | 2022-2025 | 2026-2029 | 2029-2032 | 2033-2036 | 2036-2039 |

| 升交點                     | 升交點                   |                            | 降交點                    | 降交點 |
| 沙羅週期                   | 地圖                     | 沙羅週期                   | 地圖                      |        |
| 119                        | 2004年4月19日 偏食（南） | 124                        | 2004年10月14日 偏食（北） |        |
| 129 委內瑞拉奈瓜塔的日偏食 | 2005年4月8日 全環食      | 134 西班牙馬德里的日環食   | 2005年10月3日 環食        |        |
| 139 土耳其西代的日全食     | 2006年3月29日 全食       | 144 巴西聖保羅的日偏食     | 2006年9月22日 環食        |        |
| 149 印度齋浦爾的日偏食     | 2007年3月19日 偏食（北） | 154 阿根廷科爾多瓦的日偏食 | 2007年9月11日 偏食（南）  |        |

### 沙羅周期
沙羅週期長度為18年11天。本次日食屬於沙羅週期124，共包含73次日食，依次為1049年3月6日至1193年6月1日的9次日偏食、1211年6月12日至1968年9月22日的43次日全食、1986年10月3日的1次全環食（亦稱混合食）、2004年10月14日至2347年5月11日的20次日偏食，總共歷時1298.17年。其中最長的全食發生於1734年5月3日，共持續了5分46秒。
下表列舉了1901年至2100年間發生的屬於該週期的日食，是第49至59次：
| 49             | 50            | 51             |
| -------------- | ------------- | -------------- |
| 1914年8月21日  | 1932年8月31日 | 1950年9月12日  |
| 52             | 53            | 54             |
| 1968年9月22日  | 1986年10月3日 | 2004年10月14日 |
| 55             | 56            | 57             |
| 2022年10月25日 | 2040年11月4日 | 2058年11月16日 |
| 58             | 59            |                |
| 2076年11月26日 | 2094年12月7日 |                |

## 資料來源
1. ↑  樊忠玉. . 中国天文科普网.   [2015-12-30]. （原始内容存档于2014-09-17）.
2. ↑  Fred Espenak. . NASA Eclipse Web Site.   [2015-12-30]. （原始内容存档于2016-03-08）.（英文）
3. ↑  Fred Espenak. . NASA Eclipse Web Site.   [2016-01-04]. （原始内容存档于2016-03-08）.（英文）
4. ↑  Fred Espenak. . NASA Eclipse Web Site.   [2015-12-30]. （原始内容存档于2016-03-09）.（英文）
5. ↑  Fred Espenak. . NASA Eclipse Web Site.（英文）

## 外部連結
- NASA日食專頁（页面存档备份，存于）（英文）
- 可見區域圖和時間統計：由弗雷德·埃斯佩納克做出的日食預報，NASA/GSFC
  - 貝塞爾元素
- Spaceweather.com的多地日偏食照片（页面存档备份，存于）（英文）

| \| \| 日食 \|                             |                               |                                          |
| 上一次日食： 2004年4月19日日食 （日偏食） | 2004年10月14日日食 （日偏食） | 下一次日食： 2005年4月8日日食 （全環食） |
| 上一次日偏食： 2004年4月19日日食          | 2004年10月14日日食 （日偏食） | 下一次日偏食： 2007年3月19日日食         |
|                                           | 日食                          |                                          |